# Indigo Shire
Indigo Shire is een Local Government Area (LGA) in Australië in de staat Victoria. Indigo Shire telt 15.487 inwoners. De hoofdplaats is Beechworth.

## Plaatsen in Indigo Shire
- Allans Flat
- Baarmutha
- Barnawartha
- Beechworth
- Chiltern
- Kergunyah
- Rutherglen
- Stanley
- Tangambalanga
- Wahgunyah
- Yackandandah